# Girls! Girls! Girls!
Girls! Girls! Girls! är en amerikansk långfilm från 1962, i regi av Norman Taurog. Den har Elvis Presley, Stella Stevens, Jeremy Slate och Laurel Goodwin i rollerna.

## Handling
Elvis spelar i denna film en fiskare som blir utan sitt hem då ägaren av båten, som även Elvis bor på, behöver sälja den på grund av att de ska flytta, då frun blivit sjuk. Båten har Elvis rollfigur Ross Carpenter byggt med sin far men båten såldes då fadern dog. Elvis vill ha tillbaka båten och det uppstår tvister med den nya ägaren och mitt i alltihop står den rika kvinnan Laurel Dodge som vill betala båten och vinna Elvis hjärta.

## Rollista
| Elvis Presley  | – Ross Carpenter |
| Stella Stevens | – Robin Gantner  |
| Jeremy Slate   | – Wesley Johnson |
| Laurel Goodwin | – Laurel Dodge   |
| Benson Fong    | – Kin Yung       |
| Robert Strauss | – Sam            |
| Guy Lee        | – Chen Yung      |
| Frank Puglia   | – Papa Stavros   |
| Lili Valenty   | – Mama Stavros   |

## Utmärkelser
Filmen nominerades till en Golden Globe för bästa Musikal 1963,